# Ropovod AMBO
Ropovod AMBO (AMBO pipeline) je plánovaný ropovod z bulharského města Burgas při západním pobřeží Černého moře přes Severní Makedonii do albánského přístavního města Vlorë na pobřeží Jaderského moře.

## Historie
Ropovod byl navržen v roce 1993. Mezi lety 1996 a 2000 na něj byly vypracovány studie proveditelnosti americkou vládní agenturou TDA a společností Halliburton. 27. prosince 2004 podepsali premiéři Albánie, Severní Makedonie a Bulharska poslední politické oznámení, následované memorandem porozumění mezi představiteli zmíněných zemí a Tedem Fergusonem, prezidentem a výkonným ředitelem společnosti AMBO. 30. října 2006 podepsaly Albánie a Severní Makedonie protokol o vytyčení trasy ropovodu. Vstupními místy budou vesnice Stebleve v Albánii a Lakaica v Severní Makedonii. Později v témže roce byl podobný protokol podepsán mezi Severní Makedonií a Bulharskem.
31. ledna 2007 podepsaly všechny tři země trilaterální úmluvu o stavbě tohoto ropovodu. Tento dokument byl ratifikován parlamenty všech tří zemí a určil stavbu, provoz a údržbu ropovodu.

## Popis
Tento trans-balkánský ropovod bude dlouhý 894 km. Jeho účelem je obejít turecké úžiny v dopravě ropy z Ruska a oblasti Kaspického jezera. Předpokládané náklady mají činit 1,5 mld dolarů. Po dokončení má být schopen dopravit 750 tisíc barelů (119 tun) ropy denně. Po trase ropovodu budou postaveny čtyři čerpací stanice, dvě v Bulharsku, jedna v Severní Makedonii a jedna v Albánii. Předběžnou studii návrhovou a inženýrskou studii (FEED) připraví společnost KBR.
Ještě je potřeba provést studie o zásahu na životní prostředí a získat stavební licence, takže se předpokládá, že stavba bude započata na podzim či zimu roku 2008. Plného provozu má být podle předpokladů v roce 2011.

## Společnost AMBO
Ropovod má postavit a spravovat v USA registrovaná albánsko-makedonsko-bulharská ropná společnost AMBO (Albanian Macedonian Bulgarian Oil Corporation). Projekt zaštítila americká vláda, která financovala studii proveditelnosti.